# Joy Page
Joy Page (9 de noviembre de 1924 - 18 de abril de 2008) fue una actriz estadounidense, conocida principalmente por su interpretación de "Annina Brandel" en el film Casablanca (1942).

## Biografía
Su verdadero nombre era Joy Cerrette Paige, y nació en Los Ángeles, California. Era hija de la estrella del cine mudo Don Alvarado (José Paige era su nombre verdadero) y de Ann Boyar (1908-1990). Los padres de Page se divorciaron cuando tenía cinco años de edad. 
En 1936 su madre se casó con Jack Warner, entonces cabeza de los estudios Warner Brothers. Warner, sin embargo, no animó a su hijastra a dedicarse a la actuación. Page, que inicialmente pensaba que el guion de Casablanca era pasado de moda y estereotipado, acabó ganándose el papel por méritos propios, y Warner dio su aprobación a regañadientes. La actriz tenía únicamente 17 años, y acababa de finalizar la secundaria. 
Warner, sin embargo, se negó a firmar un contrato con Page, por lo que ella no volvió a actuar en una película de Warner Bros. Sin embargo continuo actuando para otros estudios e intervino en algunas producciones televisivas. Se retiró de la interpretación tras actuar en la primera temporada de la serie de Disney The Swamp Fox en 1959.
Page se casó con el actor William T. Orr, que llegó a ser ejecutivo de Warner Bros., lo que fue motivo de acusaciones de nepotismo. El matrimonio se divorció en 1970. Su hijo, Gregory Orr, es guionista y productor. 
Joy Page falleció en 2008 en Los Ángeles a causa de complicaciones surgidas tras una neumonía y un accidente cerebrovascular. Fue enterrada en el Cementerio Forest Lawn Memorial Park de Hollywood Hills, California.

## Filmografía
- Casablanca (1942)
- Kismet (1944)
- The Bullfighter and the Lady (1950)
- Conquest of Cochise (1953)
- Fighter Attack (1953)
- The Shrike (1955)
- Tonka (1958)